# Poręba Radlna
Poręba Radlna – wieś w Polsce, położona w województwie małopolskim, w powiecie tarnowskim, w gminie Tarnów, w dolinie potoku Radlanka, w obniżeniu pomiędzy Górą Świętego Marcina a Słoną Górą, około siedem kilometrów na południe od centrum Tarnowa.
W latach 1975–1998 wieś administracyjnie należała do województwa tarnowskiego.

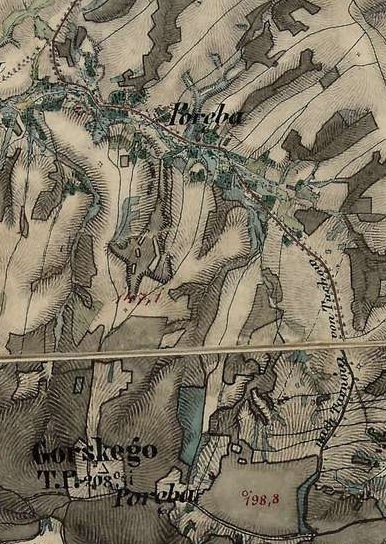
Poręba Radlna. Mapa wsi około 1860.

Pieczęć wiejska z 1798 przedstawia rękę trzymającą topór drwalski. Napis w otoku: POREMBA. Według innych źródeł druga wersja pieczęci przedstawiała pień drzewa z wbitą siekierą.

## Integralne części wsi
| SIMC    | Nazwa              | Rodzaj    |
| ------- | ------------------ | --------- |
| 0832982 | Czermakówka        | część wsi |
| 0832999 | Granice Południowe | część wsi |
| 0833007 | Granice Północne   | część wsi |
| 0833013 | Masiówki           | część wsi |
| 0833020 | Podkościele        | część wsi |
| 0833036 | Pod Lasem          | część wsi |
| 0833042 | Przebięda          | część wsi |
| 0833059 | Przemyśl           | część wsi |
| 0833065 | Rola               | część wsi |
| 0833071 | Stawiska           | część wsi |

## Toponimia
Poręba oznacza obszar, na którym wycięto drzewa w lesie. Drugi człon nazwy Radlna pochodzi od sąsiedniej miejscowości. Być może pierwotnie była to lesista część Radlnej, na której osadzono nowych mieszkańców, następnie wydzielona jako nowa wieś (wskazuje na to zmiana nazwy miejscowej parafii). Drugi człon w nazwie mógł też się pojawić w celu odróżnienia od innych poręb. Jako wyróżnik przyjęto nazwę sąsiedniej, znaczniejszej wówczas wsi Radlna. Integralne części wsi: Sutkówka, Podkościele, Stawiska, Rola, Przebięda, Kolonia, Masiówka. Przysiółki: Granice, Górskiego.

## Najstarsze miejscowe nazwiska
Spis pańszczyzny z 1785 roku wymienia w Porębie Radlnej rodziny o następujących nazwiskach: Bryg (1), Budzik (1), Czermak (1), Frysztak (2), Górski (2), Hońdo (1), Kasprzycki (1), Kloch (1), Kostkowicz (1), Nowak (1), Reszczyński (1), Sutkowski (1), Tyrka (2), Walkowicz (2), Wzorek (1), Żydowski (3). W nawiasach podano liczbę rodzin o danym nazwisku.
W tym też czasie poszczególne role (części wsi) i zagrody nosiły nazwy zaczerpnięte od poprzednich gospodarzy. Były to: Banachowska (Banach), Dziubrowska, Gieracowska, Kostkowiczowa (Kostkowicz), Kowalowska (Kowal), Nosalowska (Nosal), Reszczyńska (Reszczyński), Stępkowska (Stępek), Sutkowska (Sutkowski), Tyrkowska (Tyrka), Walkowiczowska (Walkowicz), Wilkowska (Wilk), Zygmuntowska (Zygmunt), Żydowska (Żydowski). W nawiasie podano przypuszczalne nazwisko, od którego pochodziła.

## Przynależność administracyjna
W okresie I RP położona w powiecie pilzneńskim w województwie sandomierskim. W latach 1547–1945 należała do tzw. hrabstwa tarnowskiego.
Po utworzeniu gmin zbiorowych Poręba Radlna należała w latach 1934–1954 do Gminy Gumniska. Następnie w latach 1954–1960 do Gromady Radlna. Między 1960–1972 do Gromady Tarnowiec. Od 1973 sołectwo wchodzi w skład Gminy Tarnów.

## Historia
Historia Poręby Radlnej sięga XIV wieku. W 1392 kupił ją od syna Pełki z rodu Gryfitów późniejszy wojewoda krakowski Jan Tarnowski herbu Leliwa. Odtąd przez kilka stuleci należące do ich potomków sąsiednie wsie: Poręba Radlna i Radlna, wchodziły w skład jednej parafii. Oprócz dokumentów zaświadcza o tym znajdująca się w kościele kamienna, gotycka chrzcielnica ozdobiona odkutymi w niej ich herbami: Leliwą i Gryfem. Miejscowa parafia (pierwotnie wymieniana jako parafia w Radlnej) istniała już przed 1350 rokiem i posiadała własny, drewniany kościół.
Następna świątynia powstała przypuszczalnie w XV wieku i istniała do 1933 roku, kiedy to została uszkodzona w czasie gwałtownej burzy i rozebrana. Upadająca lipa przedzieliła kościół na pół. Po drugiej stronie drogi istniała już wówczas nowa, murowana świątynia. Ten stary, drewniany kościółek tak opisywał przed II wojną światową konserwator zabytków Andrzej Oleś:
„Bardzo malowniczo położony na wzgórku. Pomnik opodal kościoła – obelisk – 1657 r. Zezowskiego (?). Dachy zniszczone. Na belce tęczy krzyż z figurą Chrystusa – gotycki. Niezły ołtarz wielki, drewniany, ozdobiony figurkami. Prezbiterium zakończone wielobocznie. Od frontu dach silnie występuje przed ścianę i wspiera się na słupach, tworząc rodzaj podcienia. Portal główny ostrołukowy i dobre okucia drzwi. Drzwi do zakrystii żelazne. Zakrystia murowana, dobudowana później, sklepiona.”
W latach 1687–1814 we wsi istniał przytułek zwany wówczas szpitalem. Obecny, murowany kościół pw. świętych Apostołów Piotra i Pawła został ufundowany (120 000 koron) przez Konstancję i Eustachego Sanguszków jako wotum za narodziny syna Romana. Parafianie opłacili robociznę i transport (80 000 koron). Świątynia powstała w latach 1904–1906. Autorem projektu kościoła w stylu neoromańskim i neogotyckim, był Jan Sas-Zubrzycki.
Jak donoszą księgi parafialne w 1846 podczas rzezi galicyjskiej zaniepokojeni mieszkańcy słysząc o zbliżających się grupach uzbrojonych uderzali na alarm bez zgody proboszcza w dzwony w drewnianym kościółku. Proboszcz Ludwik Matulewicz został aresztowany przez wojsko węgierskie pod zarzutem posiadania broni palnej. Sam natomiast opisał jakoby część mieszkańców parafii brała udział w napadach na dwory m.in. w sąsiedniej Radlnej.
W 1884 roku powstało we wsi kółko rolnicze.
W czasie suszy, w nocy z 14 na 15 lipca 1889 w Porębie Radlnej spłonęła na stosie pochodząca z Łowczówka Marianna Kozik (28 lat), pastuszka i służąca miejscowego gospodarza Frysztaka, mieszkająca pod nr 30. W tym samym roku prasa donosiła o wynikach śledztwa. Przy braku świadków, po ekshumacji i przesłuchaniach we wsi, uznano ten przypadek za tzw. „samobójstwo ascetyczne”. Według śledczych kobieta sama usypała stos drewna na skraju lasu należącego do Frysztaków, przywiązała się do pala i podpaliła. Badacze literatury wskazują to głośne wydarzenie (temat poruszany był przez prasę w 3 zaborach) jako jeden z bodźców do napisania przez Stanisława Wyspiańskiego dramatu Klątwa. Przebywał on w sierpniu 1889 w pobliskim Tarnowie. „Klątwa” ukazała się drukiem 15 sierpnia 1899. Spalona na stosie (YouTube).
2 sierpnia 1899 w Porębie Radlnej urodziła się Maria Skorupa, której Bernard Smyrak i Maciej Gądek poświęcili książkę pod tytułem „Ku zjednoczeniu: żywot S. Gabrieli od Matki Boskiej Bolesnej ze Zgromadzenia Sióstr Karmelitanek Dzieciątka Jezus – ofiary heroicznej miłości i cierpienia, zmarłej w Sosnowcu 20-go sierpnia 1934 roku”.
W 1910 pod auspicjami Powiatowej Spółki Kredytowej otwarto w Porębie Radlnej Kasę Stefczyka.

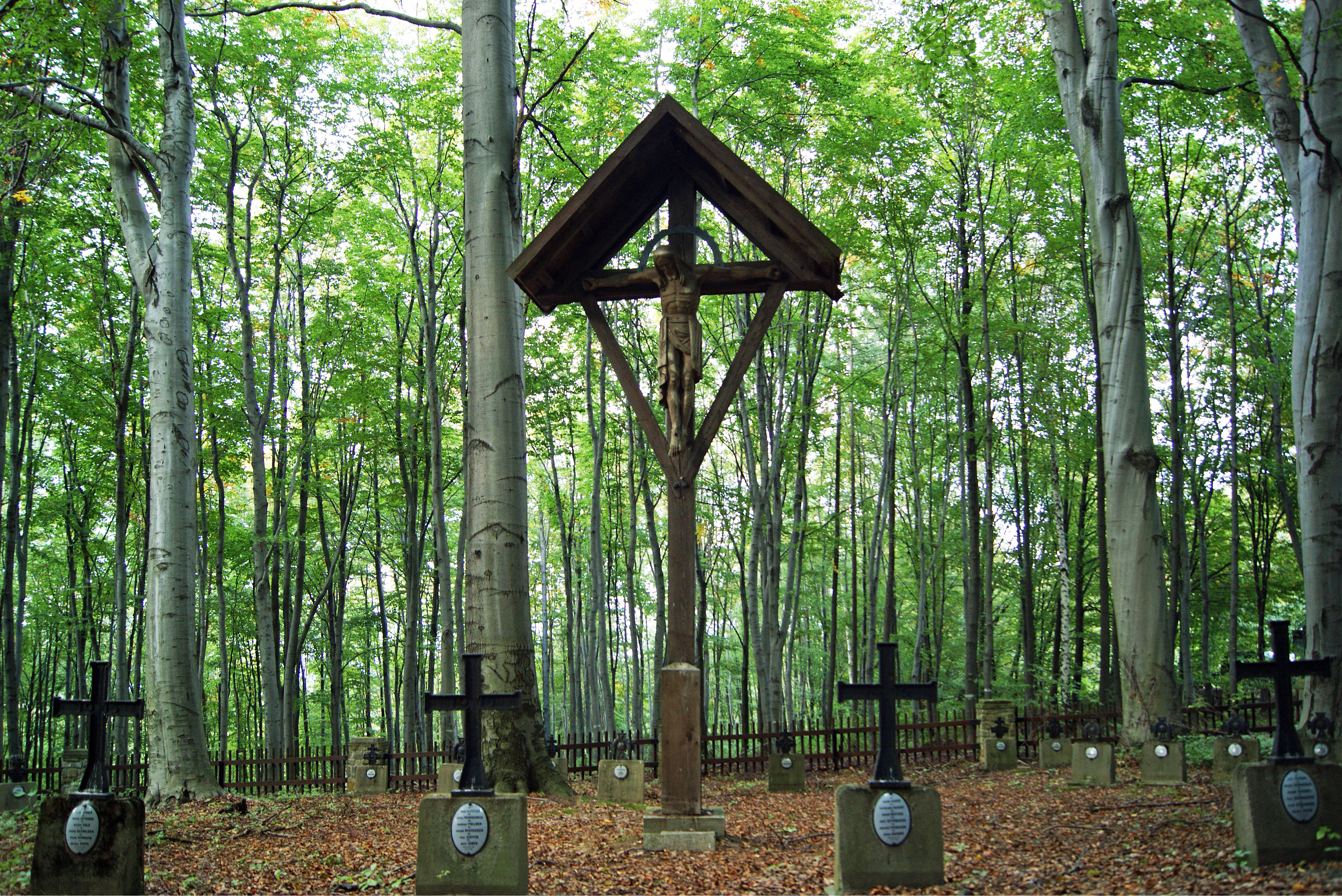
Cmentarz wojenny z czasów I wojny światowej

### I wojna światowa
Począwszy od 1912 Towarzystwo Sportowo-Gimnastyczne „Strzelec” w Tarnowie organizowało stałe ćwiczenia terenowe i manewry wojskowe m.in. w Skrzyszowie, Czarnej, Porębie Radlnej i Zgłobicach. W czasie pierwszej wojny światowej na południowym skraju wsi, na Słonej Górze zatrzymała się linia frontu. Pozostałością z tego okresu jest cmentarz wojenny nr 175.

### II RP
W 1919 roku przemianowano istniejące we wsi Stowarzyszenia Młodzieży Katolickiej Męskiej i Żeńskiej na Zjednoczenie Młodzieży Polskiej. W ramach tej organizacji działał wiejski zespół teatralny.
Od 1922 roku na terenie wsi działa Ochotnicza Straż Pożarna.
W latach 1925–1937 działał we wsi zespół chóralny założony przez miejscowego organistę Józefa Kempę.
W kwietniu 1928 w Porębie Radlnej doszło do bójki między dwoma grupami parobków. Czesław Tyrka (19 lat) przebił bagnetem Władysława Sutkowskiego, wskutek czego raniony zmarł na miejscu. Ludwik Sutkowski pobił natomiast Mieczysława Kempę. Sąd w Tarnowie skazał Tyrkę na 4 lata, a Sutkowskiego na 10 miesięcy ciężkiego więzienia. Jak donosiły gazety, młody Tyrka był dobrze znany policji w różnych miejscach w kraju, notowany był m.in. na Górnym Śląsku.
W latach 30. XX wieku we wsi działały struktury następujących partii: Narodowa Demokracja, Stronnictwo Ludowe oraz zwolennicy sanacji w osobach wójta i plebana.
W 1935 roku grupa mieszkańców Poręby Radlnej oskarżona została o tworzenie komórki nielegalnej organizacji o nazwie Obóz Wielkiej Polski pod przykrywką młodzieżowej sekcji Stronnictwa Narodowego.

### II wojna światowa
W czasie drugiej wojny światowej na plebanii ukrywało się małżeństwo z Łodzi. W końcowym okresie okupacji proboszcz Walenty Mróz gościł kilka rodzin z ogarniętej powstaniem Warszawy. Wśród nich znajdował się nieślubny syn profesora Alfreda Meissnera późniejszy prof. Henryk Ostrowski.

### Współcześnie
Z miejscowością związany jest ks. prof. Zbigniew Adamek, który w ciągu dnia odprawiał msze u miejscowych sióstr w tzw. Willi, a nocą używając teleskopów „podpatrywał tajne życie gwiazd”. Od 2004 roku w budynku tym funkcjonuje ośrodek leczenia z uzależnień prowadzony przez Wspólnotę Cenacolo tzw. dom im. bł. Karoliny Kózkówny.
Wieniec dożynkowy przygotowany przez grupę wieńcową z Poręby Radlnej (rodziny Skórka i Frysztak), którym przewodził Jan Skórka wygrał we wrześniu 2018 na Dożynkach Prezydenckich w Spale w konkursie na „Najładniejszy wieniec dożynkowy”.

## Cmentarz

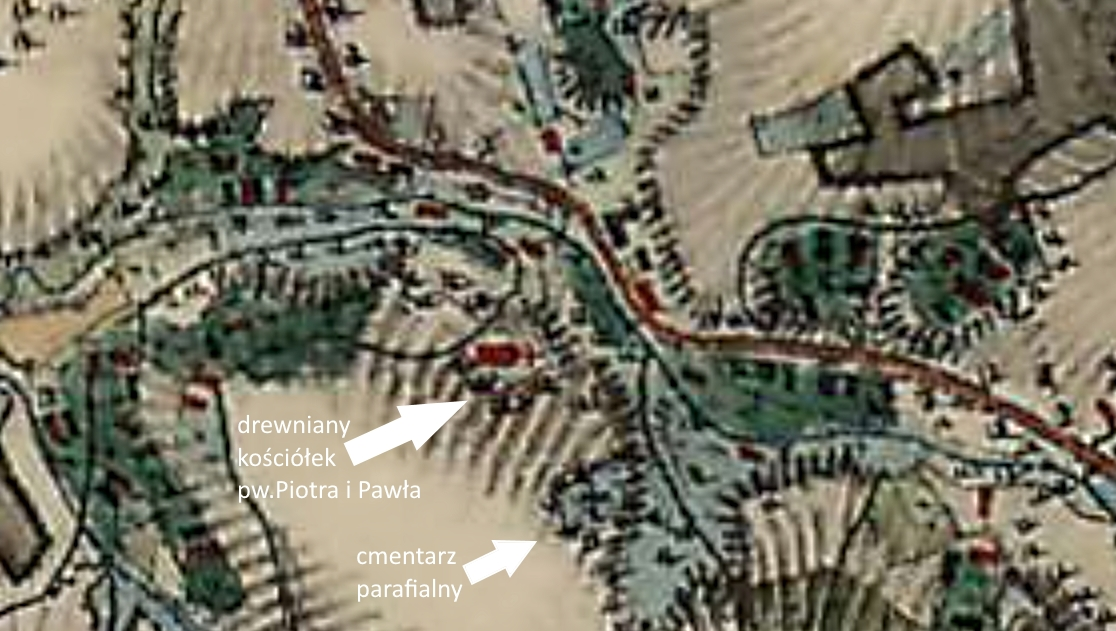
Poręba Radlna poprzedni kościół i stary cmentarz parafialny

Pierwszy miejscowy cmentarz znajdował się zapewne wokół świątyni i w jej krypcie. Od średniowiecza wiernych chowano bowiem „na uświęconej ziemi” obok świątyń (Cmentarze Galicji). Jedynie samobójców i zmarłych w czasie zarazy grzebano w szczerych polach, przy drogach lub jak w pobliskiej Trzemesnej w leśnych mogiłach. 11 grudnia 1783 cesarz Józef II Habsburg wydał dekret nakazujący zamknięcie w całym państwie wszystkich cmentarzy przykościelnych i wydzielenie terenów na nowe nekropolie. Na mapach Galicji widać na południowy wschód cmentarz w pewnym oddaleniu od kościoła (obecnie prywatne działki 424/7 oraz 424/8). Po zapełnieniu tego niewielkiego terenu proboszcz Ludwik Matulewicz zakupił grunt na obecny w północnej części wsi obok drogi wówczas jeszcze powiatowej obecnie wojewódzkiej.
Na nowym cmentarzu pochowani zostali m.in.:
- Bazyli Łycyniak (1873–1951) – ur. w Surochowie pow. Jarosław, wyświęcony w 1897 r., żonaty. Po święceniach wikariusz w Mostach Wielkich pow. Żółkiew (1897–1899), a następnie w Jarosławiu (1899–1905). Aktywny działacz społeczny. W 1905 r. inkardynowany do Archidiecezji Lwowskiej, gdzie w l. 1907–1910 był rektorem Greckokatolickiego Seminarium Duchownego we Lwowie, a następnie katechetą w miejscowych gimnazjach. Od 1907 r. pracował też na różnych stanowiskach w Kurii metropolitalnej we Lwowie. W czasie I wojny światowej organizował domy opieki dla sierot wojennych; honorowy kanonik Kapituły metropolitalnej. W latach trzydziestych przeniesiony na emeryturę. W 1941 r. rozpracowywany przez NKWD. Podczas niemieckiej okupacji pracował w konsystorzu metropolitalnym we Lwowie. W 1944 r. przedostał się z żoną do Polski. Krótko przebywał w Jarosławiu, a następnie został proboszczem w Krynicy. Od 1945 r. pracował w łacińskim obrządku w Porębie Radlnej pow. Tarnów[32].
- Ludwik Tyrka (1864–1954) – senator II RP.
- Józef Wykowski herbu Jastrzębiec (1835–1887) – właściciel wsi Radlna.

Cmentarz w Porębie Radlnej
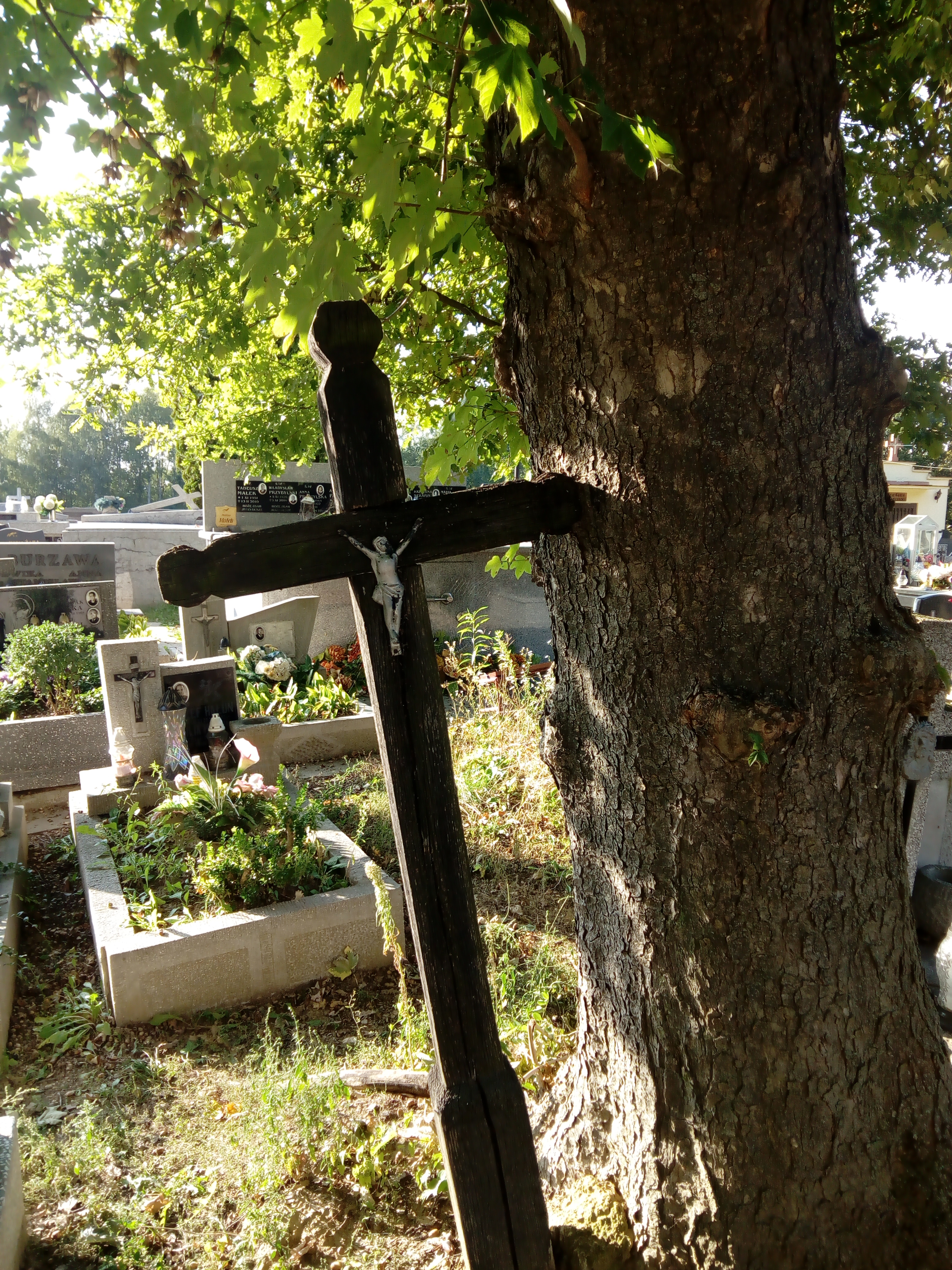
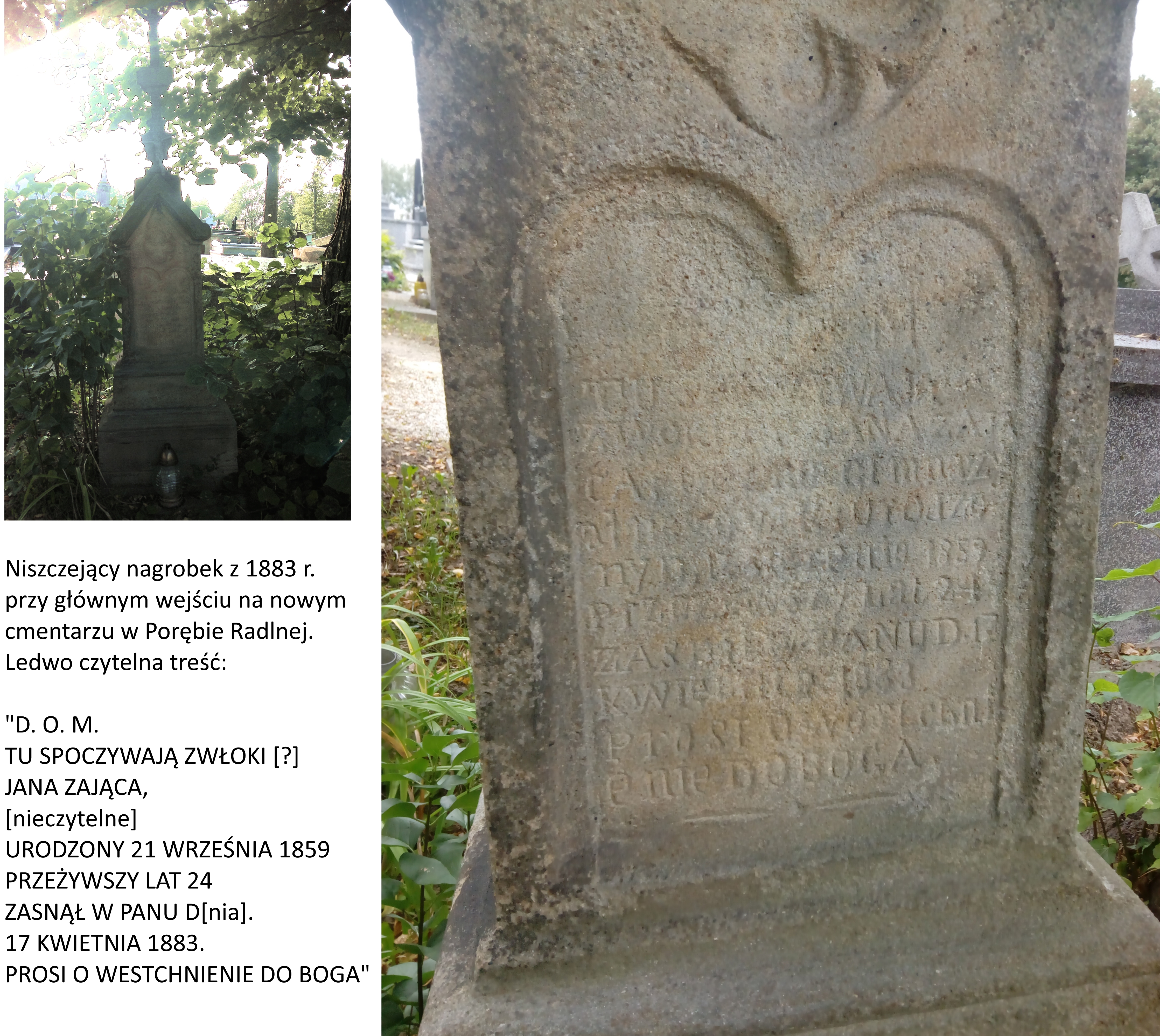
Jan Zając (1859-1883) mieszkaniec Nowodworza. Najstarszy nagrobek na nowym cmentarzu
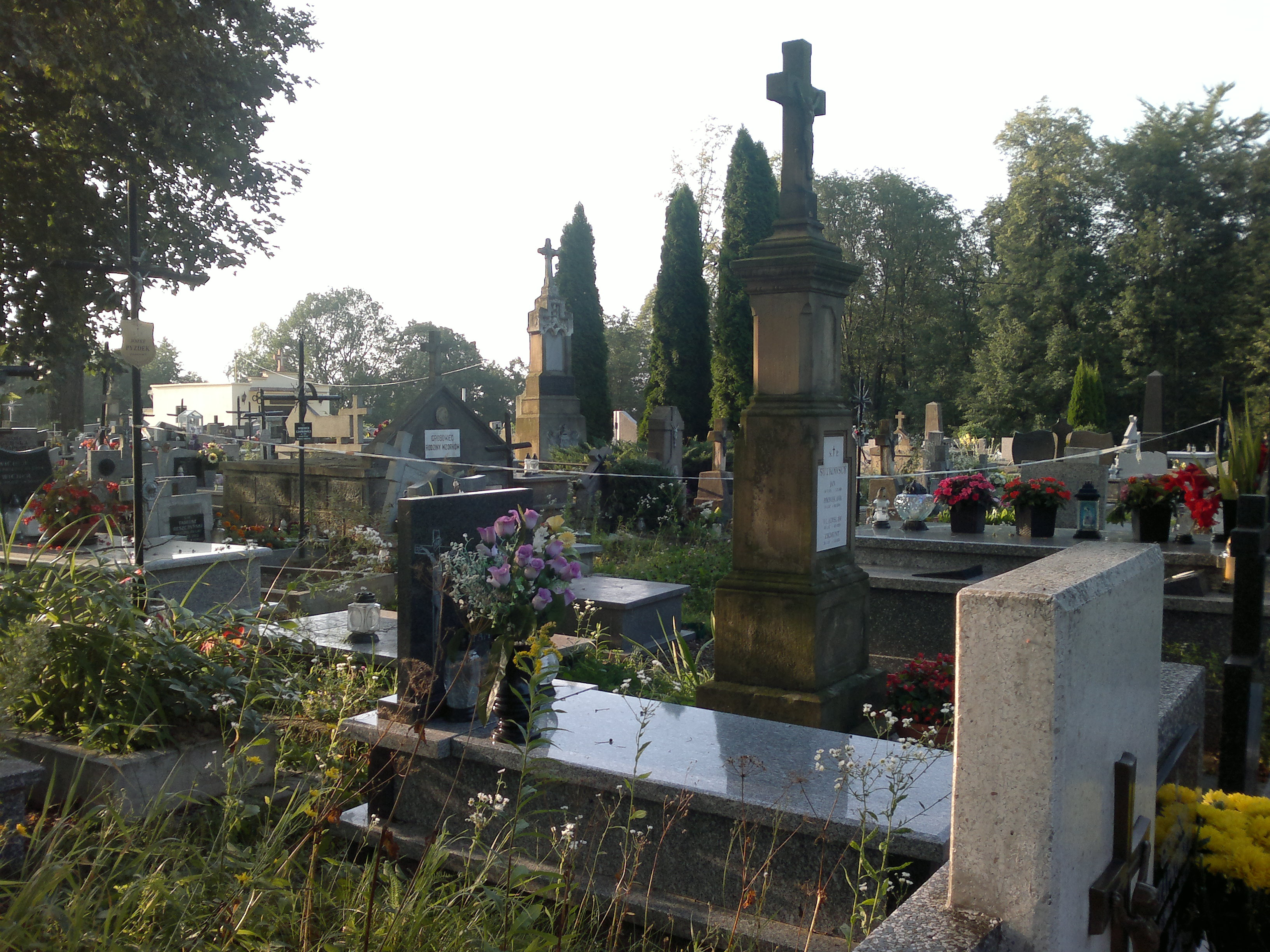
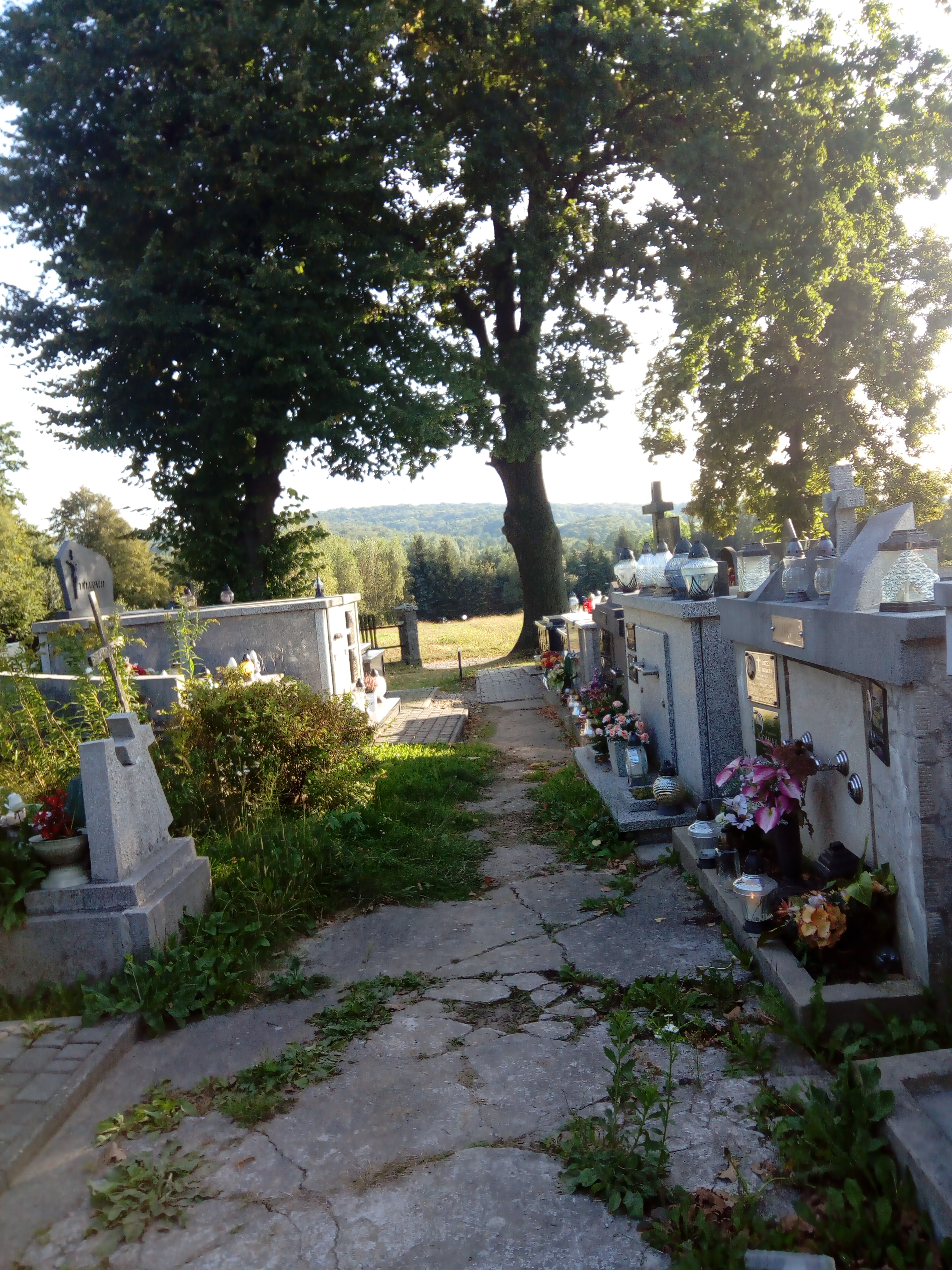
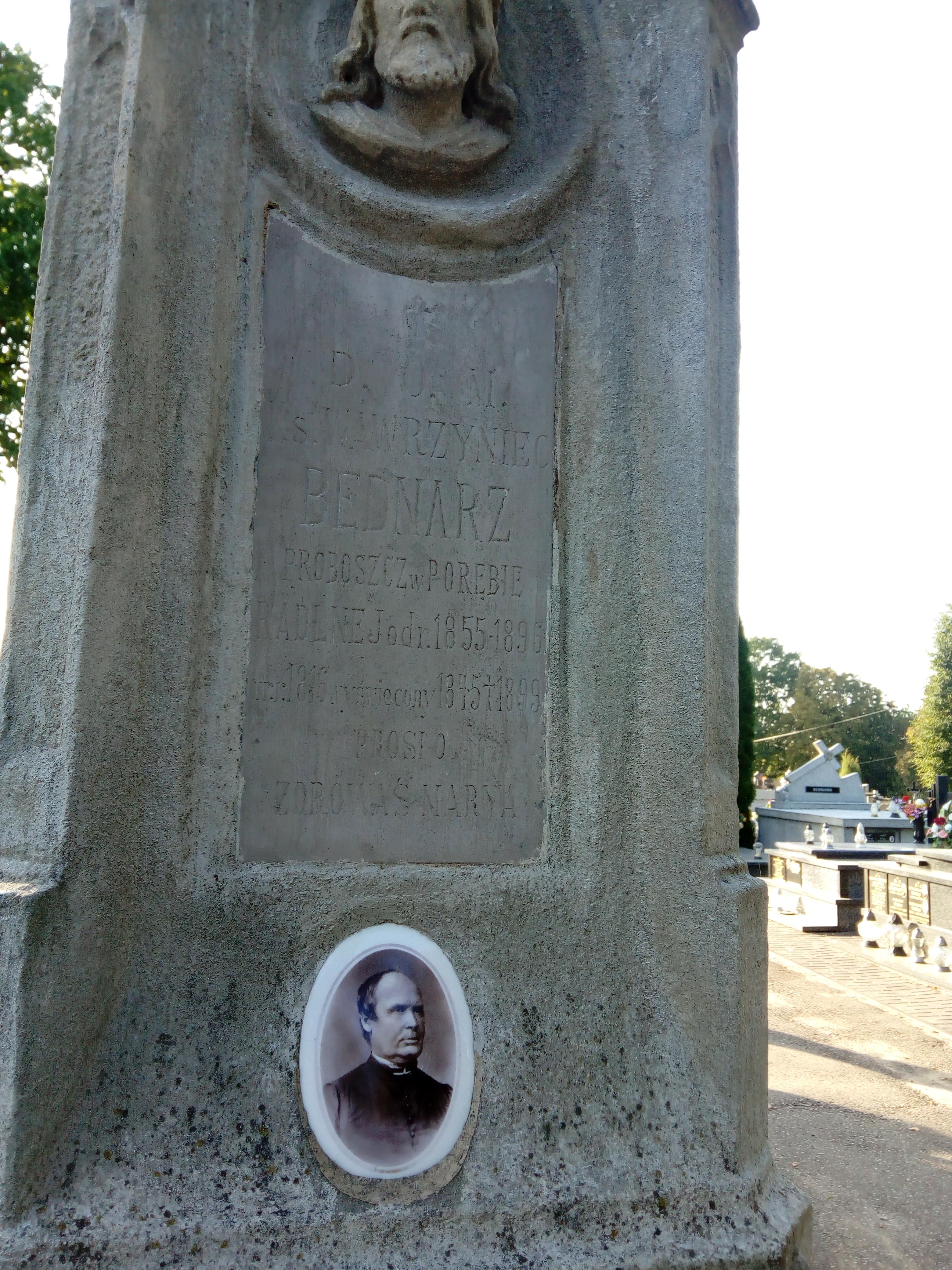
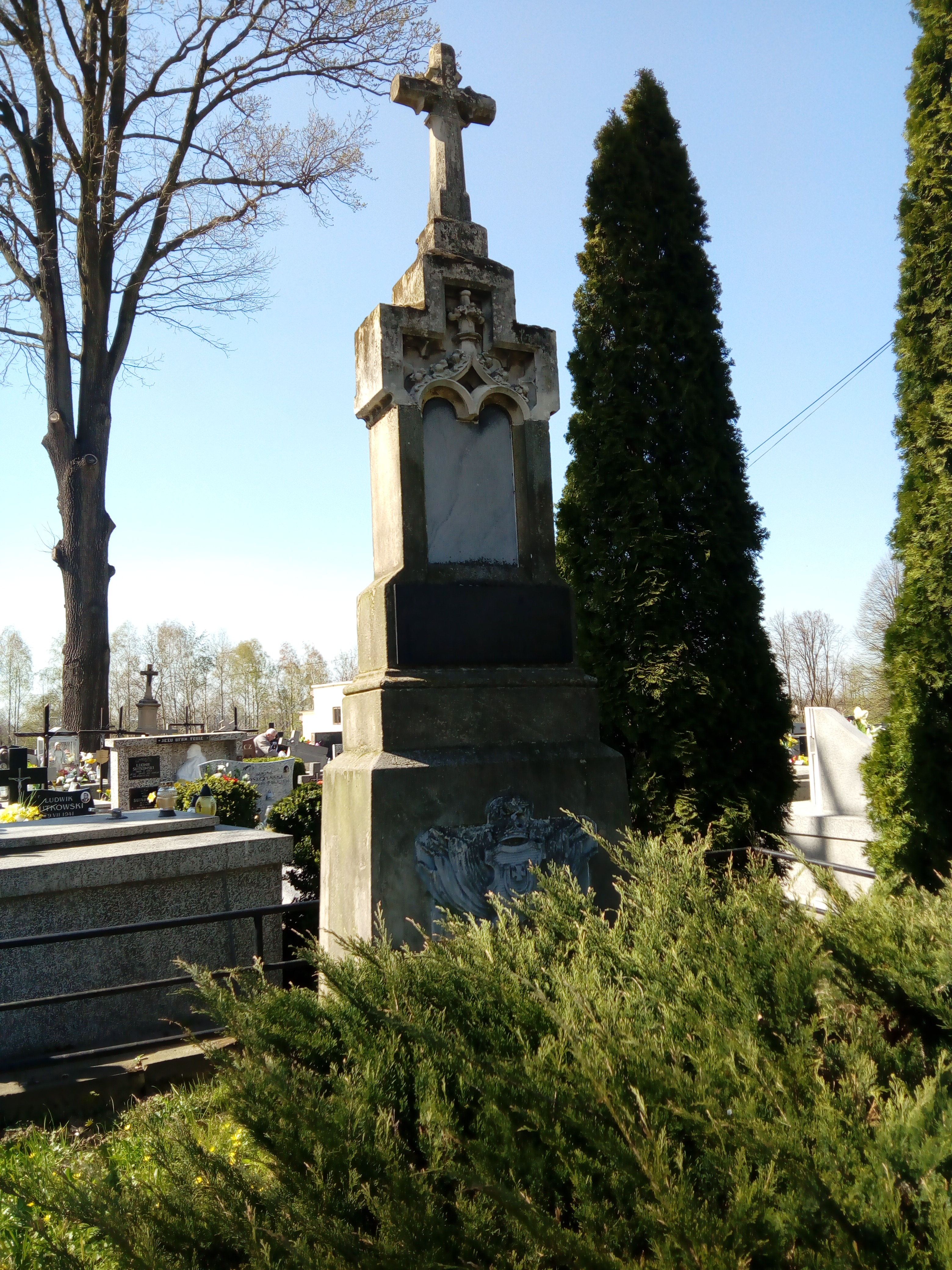

## Szkoła w Porębie Radlnej
Przed rokiem 1587 powstała w Porębie Radlnej szkoła parafialna, funkcjonowała ona w różnych miejscach do 1856. Co najmniej od XIX wieku kolejne budynki szkolne stawiano poniżej wzgórza z drewnianym kościółkiem, na łące zwanej Stawiska, nad potokiem. Przez kilka lat istniała szkoła trywialna wystawiona przez miejscowego proboszcza Ludwika Matulewicza, ale z przyczyny złych warunków lokalowych (wilgoć) starano się o nowy obiekt. Dopiero w 1878 dzięki dotacji rządowej i składkom miejscowej ludności otwarto kolejny, parterowy budynek szkolny z dwoma salami lekcyjnymi i trzyizbowym mieszkaniem dla kierownika szkoły. W 1925 placówka przekształcona została ze szkoły ludowej w trzyklasową szkołę powszechną. W latach 1982–1986 na miejscu poprzedniego, parterowego budynku wybudowano obecną placówkę. We wrześniu 2010 patronem szkoły został ks. Jan Twardowski.
Od 1910, przez 16 lat kierownikiem miejscowej szkoły ludowej, dwuklasowej był Jan Jaracz, ojciec znanego aktora Stefana Jaracza. W latach 80. XX wieku w miejscowej szkole uczyła Józefa Frysztakowa.

## Słona Góra – miejsce zbrodni wojennej
W leśnych wąwozach na północnym stoku Słonej Góry, na granicy Piotrkowic, Poręby Radlnej i Łękawki Niemcy trzykrotnie dokonali egzekucji polskich obywateli, osadzonych wcześniej w tarnowskim więzieniu oraz jednego przypadkowego świadka wydarzenia z Łękawki. W dniach 29 lipca i 24 grudnia 1940 oraz 2 lutego 1944 rozstrzelano łącznie ok. 70 osób, a ich bagaż podręczny spalono. Spalone na miejscu bagaże ofiar świadczą o wywożeniu osadzonych pod pretekstem zmiany aresztu.
24 maja 1945 staraniem komitetu pod przewodnictwem Jana Nalepki (Wójta Gminy Tuchów) odbyło się nabożeństwo żałobne i poświęcenie mogił odprawione przez porębskiego proboszcza ks. Walentego Mroza przy asyście duchowieństwa i okolicznej ludności. Z tej okazji wydano czterostronicowe pieśni patriotyczne ze sprzedaży, których dochód przeznaczono dla ofiar wojny i na planowaną budowę kaplicy przy mogiłach (pomysłu nie zrealizowano). W miejscu tym postanowiono corocznie 24 maja odprawiać uroczyste nabożeństwo.
Po wojnie ciała ekshumowano i przeniesiono do wspólnej mogiły obok drogi wojewódzkiej na terenie Łękawki. W ekshumacji pomagała drużyna z Ochotniczej Straży Pożarnej w Porębie Radlnej. Uroczysty pogrzeb pomordowanych odbył się w 1959. Ustalono jedynie 38 nazwisk ofiar. W 1968 w Bochum rozpoczął się proces trzech byłych podoficerów SS oskarżonych m.in. o masowe egzekucje w Porębie Radlnej i Piotrkowicach.

## Zabytki
Obiekty wpisane do rejestru zabytków nieruchomych województwa małopolskiego.
- Kościół parafialny pw. św. Piotra i św. Pawła;
- cmentarz wojenny nr 175.

Inne.
- Cmentarz parafialny z XIX wieku;
- kapliczki przydrożne (najstarsza z 1862)[43].

## Turystyka
- czerwony szlak wokół Tarnowa
- Słona Góra Osobny artykuł: Słona Góra.

## Najwyższe drzewa w Polsce rosnące w Porębie Radlnej[44]
- Drugi najwyższy w Polsce i na świecie okaz bluszczu pospolitego Hedera helix – Poręba Radlna, las na Plebańskim (Księży Las), obwód w pierśnicy 0,19 m, wysokość 25,2 m.

- Druga najwyższa w Polsce wiśnia ptasia (czereśnia) Prunus/Cerasus avium – Poręba Radlna, las na Plebańskim (Księży Las), obwód w pierśnicy 1,65 m, wysokość 28 m

- Trzeci najwyższy w Polsce grab pospolity Carpinus betulus – Poręba Radlna, las na Plebańskim (Księży Las), obwód w pierśnicy 1,37 m, wysokość 30,1 m.

## Wójtowie Poręby Radlnej[7]
- Kazimierz Sutkowski (1798)
- Wojciech Tyrka (1820)[45]
- Marcin Frysztak (1861)
- Marcin Gębski (1873)
- Józef Sutkowski (1878)[45]
- Michał Boryczka (1887)[46]
- Szymczak (1900)[47]
- Ludwik Tyrka (1906)[7]
- Michał Gębski (1934)

## Osoby związane z miejscowością
- Karol Trochanowski (1854–1929) – urodzony w Porębie Radlnej, chemik, balneolog, pedagog. Dyrektor Wyższej Szkoły Realnej w Tarnowie w latach 1902–1924. Odkrywca wielu źródeł mineralnych, m.in. w Wysowej, Iwoniczu, Krościenku. Jeden z inicjatorów budowy wodociągu w Tarnowie (1910). Pochowany na Starym Cmentarzu w Tarnowie[48][49][50].
- Piotr Halak (1862–1931) – urodzony w Porębie Radlnej, ksiądz katolicki, od 1896 proboszcz w Porębie Radlnej[7], od 1903 w Trzcianie, a od 1907 w Gręboszowie[51]. Współzałożyciel Unii Apostolskiej Kleru (ascetyczne stowarzyszenie kapłańskie). We wrześniu 1914 roku dla walczących legionistów zorganizował szpital, zabitych chował na cmentarzu w Gręboszowie. Odznaczony Złotym Krzyżem Zasługi (1930)[52] i Medalem Niepodległości (1933)[53]. Dla samotnych i schorowanych urządził na plebanii przytułek. Zmarł w opinii świętości[54][55][56].
- Ludwik Tyrka (1864–1954) – urodzony w Porębie Radlnej, wójt Poręby Radlnej, polityk SKL, a następnie BBWR[57], senator II RP.
- Ludwik Namysłowski – urodzony w 1894 w Porębie Radlnej. W oddziałach strzeleckich od 1 VIII 1914. Został przydzielony do 13. komp. IV batalionu 3. pp II Brygady Legionów Polskich, z którą wyruszył 30 IX 1914 na front karpacki. Walczył następnie na Bukowinie i Besarabii oraz na froncie wołyńskim. Służył w stopniu szeregowca. Nad Stochodem ranny, leczył się w szpitalu. Po zakończeniu leczenia skierowany do służby werbunkowej w Wyszkowie. Po kryzysie przysięgowym (VII 1917) wykazany w 10. komp. 2. pp Polskiego Korpusu Posiłkowego. Po Rarańczy (15-16 II 1918) internowany w Huszt i wcielony do austriackiego 57. pp. Odznaczony KN[58].
- Władysław Namysłowski – urodzony 22 IX 1898 w Porębie Radlnej. Stolarz. Wstąpił do Legionów Polskich 15 IX 1915. Od 10 X 1915 do 7 X 1916 i od 10 X 1916 do co najmniej IV 1917 służył w polu w 1. komp. III batalionu 1. pp LP jako szeregowy 12 III 1916 przebywał w szpitalu. W IV 1917 odnotowany w 7. komp. II batalionu 1. pp LP i przedstawiony do odznaczenia austriackim Krzyżem Wojskowym Karola. Odznaczony KN[59].
- Maria Kozaczkowa (1910–1982) ps. „Maryla znad Wisły” – poetka ludowa, w latach 1931–1932 prowadziła w Porębie Radlnej placówkę pocztową[7][60], w czasie II wojny światowej łączniczka i kolporterka prasy podziemnej[60].
- Józefa Frysztakowa (1921–2008) – poetka i malarka, nauczycielka matematyki w Szkole Podstawowej w Porębie Radlnej.